# Alex Seidel
Alexius Wilhelm Seidel (* 4. Juli 1909; † 24. Oktober 1989) war ein deutscher Ingenieur, Unternehmer, Waffenproduzent und Mitbegründer der Firma Heckler & Koch.

## Leben
Alex Seidel ist der Sohn des Obermeisters bei dem Waffenhersteller Mauser AG in Oberndorf am Neckar Paul Seidel und dessen Ehefrau Josephine, geborene Bantle. Von 1927 bis 1928 absolvierte er bei der Mauser AG in Oberndorf am Neckar eine Lehre zum Mechaniker. Daran anschließend studierte er bis 1932 an der Staatlichen Württembergischen Höheren Maschinenbauschule in Eßlingen am Neckar Maschinenbau. Nach dessen erfolgreichen Abschluss war dann bis zum Ende des Zweiten Weltkrieges als Ingenieur bei Mauser angestellt.
Seidel war innerhalb der Entwicklungs- und Konstruktionsabteilung der Firma Mauser Gruppenleiter für den Sektor Entwicklung Pistolen. Zu seinen bekanntesten Entwicklungen zählte die HSc-Pistole. Von Herbst 1944 bis Kriegsende beschäftigte er sich mit der Entwicklung der von der Heeresleitung geforderten „Volkspistole“, die auf Adolf Hitlers „Volkssturm-Erlaß“ vom 25. September 1944 basierte. Es kam jedoch nicht zur Serienfertigung der Waffe, von der nur zwei Musterstücke angefertigt wurden. Zur Rolle Seidels in der Zeit des Nationalsozialismus erklärte die Gesellschaft für Unternehmensgeschichte (GUG) im September 2023, Alexius Seidel sei wie seine  Gründerkollegen der Firma Heckler & Koch Edmund Heckler und Theodor Koch  nach den Ergebnissen ihrer Studie Waffeningenieure im Zwielicht, die im kommenden Jahr erscheinen soll, zwar in ihren früheren Firmen, im Falle von Koch und Seidel den Oberndorfer Mauser-Werken,  für Zwangsarbeiter verantwortlich und karrieremäßig Profiteure der NS-Zeit gewesen, aber keine Kriegsverbrecher.
Am 28. Dezember 1949 gründete er gemeinsam mit Edmund Heckler und Theodor Koch die Heckler & Koch GmbH, aus welcher sich später einer der wichtigsten deutschen Rüstungskonzerne der Nachkriegszeit entwickelte. Dieses Unternehmen führte er bis
zu seiner Pensionierung am 19. Dezember 1980. Am 25. April 1981 wurde Seidel das Verdienstkreuz am Bande des Verdienstordens der Bundesrepublik Deutschland verliehen.